# Sveti Nikole
Sveti Nikole (v makedonské cyrilici Свети Николе) je město ve Vardarském regionu Severní Makedonie. Žije zde celkem 13 746 obyvatel. Průměrná roční teplota zde dosahuje 12,5 °C. Protéká jím potok Mavrovica a Svetinikolska reka.

## Historie
Město podle legendy vzniklo na místě kostela zasvěceného Svatému Mikulášovi ve 14. století. Kostel je poprvé připomínán již roku 1292. Nachází se uprostřed pláně známé pod názvem Ovče Pole, kde se chovají již od středověku nejen ovce, ale také i skot. Poprvé je dokumentována ze středověkých srbských textů. Podle legendy zde před příchodem tureckého panství stálo zhruba čtyřicet kostelů, ty však byly novými pány zničeny.
V 16. století je v tureckých defterech vedeno pod názvem Isvi Nikola. Zaznamenány byly dvě mahaly a samostatná vesnice. Celkem zde tehdy žilo zhruba 1600 lidí. V 17. století město celkem dvakrát navštívil turecký cestovatel Evlija Čelebi. Ten evidoval dvě části města, první s názvem Sveti Nikola a druhou jako Kilisali, ve které žilo muslimské obyvatelstvo.
Během 19. století se malá vesnice s převážně tureckým obyvatelstvem začala rozšiřovat a stěhoval se do ní také i slovanský živel. Popsáno zde bylo osídlení s asi 1900 obyvateli. Původně tudy vedla obchodní stezka z oblasti dnešní Severní Makedonie do Soluně, nicméně po výstavbě železnice a jejím otevření roku 1873 se město ocitlo stranou hlavních obchodních směrů. V témže století se stala menším městem.
Na počátku 20. století zde tak již žila značně početné slovanské obyvatelstvo. V roce 1910 byl vybudován místní kostel. Po skončení balkánských válek se většina muslimů z města vystěhovala.

## Kultura
Ve městě se nachází pobočka makedonského Národního muzea, dále potom Dům kultury Krste Petkova Misirkova. Modernistická budova stojí na Ilindenském náměstí a její součástí je i knihovna.
Z náboženských staveb se zde nachází kostel, který je zasvěcen svatému Mikulášovi (makedonsky Никола). Jeho součástí je i zvonice, bývalá hodinová věž. Sv. Mikuláš má i památník na náměstí v centru města.

## Zeleň a životní prostředí
Ve městě se nachází dva parky – park Aleksandara Serafimova a Nový park. Součástí druhého uvedeného je sportovní areál.

## Ekonomika
Z průmyslových podniků se zde nachází hlavně průmysl potravinářský, dále zde byl také textilní a chemický.

## Doprava
Východně od města vede dálnice A4, která vede do nedalekého Štipu. Předtím tu procházela silnice celostátního významu č. M-5.

## Sport
Místní fotbalový tým FK Ovče Pole hraje v třetí fotbalové lize Severní Makedonie.

## Významné osobnosti
Z města Sveti Nikole pocházely tyto významné osobnosti Severní Makedonie:
- Lazar Koliševski (1914–2000) – makedonský politik
- Kiril Lazarov (1980) – házenkář
- Robert Petrov, makedonský fotbalista